# Sławomir Zapart
Sławomir Zapart (ur. 24 października 1958 w Kielcach) – polski pięściarz, wielokrotny mistrz kraju, uczestnik mistrzostw świata i mistrzostw Europy.
Pierwsze sukcesy zaczął odnosić już jako junior i młodzieżowiec. W 1976 został wicemistrzem Polski juniorów w wadze muszej. Rok później zdobył brązowy medal młodzieżowych mistrzostw kraju, a w 1978 wygrał te zawody.
Swój pierwszy złoty medal mistrzostw Polski wywalczył w 1980 roku w Gdańsku, pokonując w finałowej walce Andrzeja Danielaka z GKS-u Jastrzębie. Pierwsze miejsce uzyskał także w latach 1981, 1983, 1984, 1985, 1988. Jedyny srebrny medal zdobył na turnieju rozegranym w Poznaniu w 1982 roku, kiedy to przegrał w finale z Henrykiem Średnickim, reprezentującym Górnik Sosnowiec.
W 1981 roku Zapart wygrał Turniej im. Feliksa Stamma, pokonując w finale Amerykanina Bernarda Graya. W tym samym roku został wybrany najpopularniejszym sportowcem województwa kieleckiego w plebiscycie Słowa Ludu.
Dwukrotnie startował w mistrzostwach Europy. W turnieju rozegranym w Tampere (1981) wygrał eliminacyjną walkę z Hiszpanem José Martínezem, lecz w ćwierćfinale odpadł z Jugosłowianinem Samim Buzolim. Z kolei w mistrzostwach w Warnie (1983) przegrał już w eliminacjach z Klausem-Dieterem Kirchsteinem (NRD).
W maju 1982 roku uczestniczył w mistrzostwach świata w Monachium. W 1987 zajął trzecie miejsce w turnieju Intercup w wadze koguciej w Hemsbach.
W latach 1974–1990 był zawodnikiem Błękitnych Kielce. Po zakończeniu kariery był szkoleniowcem bokserów w tym klubie.